# Eubazus
Eubazus is een geslacht van insecten dat behoort tot de orde vliesvleugeligen (Hymenoptera) en de familie van de schildwespen (Braconidae). De wetenschappelijke naam van het geslacht werd voor het eerst geldig gepubliceerd door Nees von Esenbeck in 1814.

## Soorten
- Eubazus abieticola
- Eubazus aequator
- Eubazus aevenki
- Eubazus albicoxa
- Eubazus aliochinoi
- Eubazus antennalis
- Eubazus atricornis
- Eubazus atricoxa
- Eubazus augustinus
- Eubazus aydae
- Eubazus azovicus
- Eubazus bicolor
- Eubazus bicornis
- Eubazus breviseta
- Eubazus bucculentis
- Eubazus calyptoides
- Eubazus canadensis
- Eubazus carinatus
- Eubazus chinensis
- Eubazus cingulatus
- Eubazus claviventris
- Eubazus clypealis
- Eubazus convexope
- Eubazus corrugatus
- Eubazus crabilli
- Eubazus crassicornis
- Eubazus crassigaster
- Eubazus cruentatus
- Eubazus cserskii
- Eubazus cubiculus
- Eubazus curtis
- Eubazus danielssoni
- Eubazus debilis
- Eubazus definitus
- Eubazus denticlypealis
- Eubazus denticulatus
- Eubazus destitutus
- Eubazus discrepans
- Eubazus electus
- Eubazus elongatus
- Eubazus eminens
- Eubazus eos
- Eubazus ernobii
- Eubazus evanidus
- Eubazus exsertor
- Eubazus fasciatus
- Eubazus fiskei
- Eubazus flavifacies
- Eubazus flavipes
- Eubazus frater
- Eubazus fuscipes
- Eubazus gallicus
- Eubazus gaullei
- Eubazus gigas
- Eubazus glabriclypealis
- Eubazus gracilicornis
- Eubazus heothinus
- Eubazus indeprehensus
- Eubazus interstitialis
- Eubazus involutus
- Eubazus iterabilis
- Eubazus janus
- Eubazus junctus
- Eubazus kedrovyi
- Eubazus lapponicus
- Eubazus latus
- Eubazus lepidus
- Eubazus longicauda
- Eubazus longicaudis*
- Eubazus longitempora
- Eubazus maacki
- Eubazus macrocephalus
- Eubazus macrurus
- Eubazus major
- Eubazus margaritovi
- Eubazus marginatus
- Eubazus mexicanus
- Eubazus micropilosus
- Eubazus micus
- Eubazus minutus
- Eubazus natalensis
- Eubazus nigricoxis
- Eubazus nigripes
- Eubazus nigroventralis
- Eubazus normalis
- Eubazus obtusus
- Eubazus ochyrus
- Eubazus olegi
- Eubazus orchesiae
- Eubazus orientalis
- Eubazus pallipes
- Eubazus parvulus
- Eubazus patei
- Eubazus phymatodis
- Eubazus planifacialis
- Eubazus provancheri
- Eubazus punctatus
- Eubazus punctifer
- Eubazus pusillus
- Eubazus pygmaeus
- Eubazus regularis
- Eubazus robustus
- Eubazus rotundiceps
- Eubazus ruficoxis
- Eubazus rufithorax
- Eubazus rugosus
- Eubazus rugulosus
- Eubazus salicicola
- Eubazus santacheza
- Eubazus satai
- Eubazus sayi
- Eubazus segmentatus
- Eubazus semicastaneus
- Eubazus semirugosus
- Eubazus shishiniovae
- Eubazus shufanicus
- Eubazus sibiricus
- Eubazus sigalphoides
- Eubazus simplex
- Eubazus sintuchae
- Eubazus sochiensis
- Eubazus spasskii
- Eubazus stanleyi
- Eubazus stictopleurus
- Eubazus strigitergum
- Eubazus subvagus
- Eubazus sudeticus
- Eubazus taiga
- Eubazus tauricus
- Eubazus teres
- Eubazus terminalis
- Eubazus testaceipes
- Eubazus thoracicus
- Eubazus tibialis
- Eubazus tomoxiae
- Eubazus topali
- Eubazus tricoloripes
- Eubazus tridentatus
- Eubazus trilobatus
- Eubazus tumorulus
- Eubazus vagus
- Eubazus venturii
- Eubazus vitripennis
- Eubazus vladimiri
- Eubazus wilmattae
- Eubazus zelinensis